# Commune (Slovénie)
Pour les articles homonymes, voir Commune (homonymie).
La Slovénie est divisée en 211 občine (que l'on pourrait traduire par « communes ») dont 11 ont un statut urbain.
La langue slovène est utilisée comme première langue pour nommer officiellement les communes. Le hongrois est la seconde langue officielle pour trois communes de la région du Prekmurje: Dobrovnik (Dobrónak), Hodoš (Hodos) et Lendava (Lendva). L'italien est la seconde langue officielle pour les trois communes côtières que sont Izola (Isola), Koper/Capodistria et Piran (Pirano).

## Liste des communes slovènes
En 2011, la Slovénie était divisée en 211 communes dont 11 en statut urbains (écrites en gras).
| - Ajdovščina - Apače - Beltinci - Benedikt - Bistrica ob Sotli - Bled - Bloke - Bohinj - Borovnica - Bovec - Braslovče - Brda - Brezovica - Brežice - Cankova - Celje - Cerklje na Gorenjskem - Cerknica - Cerkno - Cerkvenjak - Cirkulane - Črenšovci - Črna na Koroškem - Črnomelj - Destrnik - Divača - Dobje - Dobrepolje - Dobrna - Dobrova-Polhov Gradec - Dobrovnik - Dol pri Ljubljani - Dolenjske Toplice - Domžale - Dornava - Dravograd - Duplek - Gorenja vas-Poljane - Gorišnica - Gorje - Gornja Radgona - Gornji Grad - Gornji Petrovci - Grad - Grosuplje - Hajdina - Hoče-Slivnica - Hodoš - Horjul - Hrastnik - Hrpelje-Kozina - Idrija - Ig - Ilirska Bistrica - Ivančna Gorica - Izola - Jesenice - Jezersko - Juršinci - Kamnik - Kanal ob Soci - Kidričevo - Kobarid - Kobilje - Kočevje - Komen - Komenda - Koper/Capodistria - Kostanjevica na Krki - Kostel | - Kozje - Kranj - Kranjska Gora - Križevci - Krško - Kungota - Kuzma - Laško - Lenart - Lendava - Litija - Ljubljana - Ljubno - Ljutomer - Log-Dragomer - Logatec - Loška Dolina - Loški Potok - Lovrenc na Pohorju - Luče - Lukovica - Majšperk - Makole - Maribor - Markovci - Medvode - Mengeš - Metlika - Mežica - Miklavž na Dravskem polju - Miren-Kostanjevica - Mirna - Mirna Peč - Mislinja - Mokronog-Trebelno - Moravče - Moravske Toplice - Mozirje - Murska Sobota - Muta - Naklo - Nazarje - Nova Gorica - Novo Mesto - Odranci - Oplotnica - Ormož - Osilnica - Pesnica - Piran - Pivka - Podčetrtek - Podlehnik - Podvelka - Poljčane - Polzela - Postojna - Prebold - Preddvor - Prevalje - Ptuj - Puconci - Rače-Fram - Radeče - Radenci - Radlje ob Dravi - Radovljica - Ravne na Koroškem - Razkrižje - Rečica ob Savinji - Renče-Vogrsko | - Ribnica - Ribnica na Pohorju - Rogaška Slatina - Rogašovci - Rogatec - Ruše - Selnica ob Dravi - Semič - Sevnica - Sežana - Slovenj Gradec - Slovenska Bistrica - Slovenske Konjice - Sodražica - Solčava - Središče ob Dravi - Starše - Straža - Sveta Ana - Sveta Trojica v Slovenskih goricah - Sveti Andraž v Slovenskih goricah - Sveti Jurij ob Ščavnici - Sveti Jurij v Slovenskih goricah - Sveti Tomaž - Šalovci - Šempeter-Vrtojba - Šenčur - Šentilj - Šentjernej - Šentjur - Šentrupert - Škocjan - Škofja Loka - Škofljica - Šmarje pri Jelšah - Šmarješke Toplice - Šmartno ob Paki - Šmartno pri Litiji - Šoštanj - Štore - Tabor - Tišina - Tolmin - Trbovlje - Trebnje - Trnovska vas - Trzin - Tržič - Turnišče - Velenje - Velika Polana - Velike Lašče - Veržej - Videm - Vipava - Vitanje - Vodice - Vojnik - Vransko - Vrhnika - Vuzenica - Zagorje ob Savi - Zavrč - Zreče - Žalec - Železniki - Žetale - Žiri - Žirovnica - Žužemberk |

## Communes urbaines
| Communes urbaines | Blason | Région           | Population (2002) |
| ----------------- | ------ | ---------------- | ----------------- |
| Celje             |        | Basse-Styrie     | 37 834            |
| Koper/Capodistria |        | Littoral slovène | 23 726            |
| Kranj             |        | Haute-Carniole   | 35 587            |
| Ljubljana         |        | Carniole         | 258 873           |
| Maribor           |        | Basse-Styrie     | 91 540            |
| Murska Sobota     |        | Prekmurje        | 12 437            |
| Nova Gorica       |        | Littoral slovène | 13 491            |
| Novo Mesto        |        | Basse-Carniole   | 22 415            |
| Ptuj              |        | Basse-Styrie     | 18 339            |
| Slovenj Gradec    |        | Carinthie        | 7 712             |
| Velenje           |        | Basse-Styrie     | 26 742            |

Krško a obtenu le statut de commune urbaine en décembre 2021.